# Коротково (Кемеровская область)
Коро́тково — деревня в Беловском районе Кемеровской области. Входит в состав Менчерепского сельского поселения.

## География
Центральная часть населённого пункта расположена на высоте 208 метров над уровнем моря.

## Население
По данным Всероссийской переписи населения 2010 года, в деревне Коротково проживает 389 человек (194 мужчины, 195 женщин).